# 江崎龍男
江崎 龍男（えざき たつお、1920年 - 2004年）は、日本の郷土史家。福岡県の公立高等学校の国語科教員で、専門は漢文だった。筑後の蒲池氏の歴史的背景をまとめた。